# (9026) Denevi
(9026) Denevi es un asteroide perteneciente al cinturón de asteroides, región del sistema solar que se encuentra entre las órbitas de Marte y Júpiter, descubierto el 16 de septiembre de 1988 por Schelte John Bus desde el Observatorio Interamericano del Cerro Tololo, La Serena, Chile.

## Designación y nombre
Designado provisionalmente como 1988 ST2. Fue nombrado por Brett W. Denevi (nacida en 1980) quien es una científica planetaria del Laboratorio de Física Aplicada de la Universidad Johns Hopkins y experta en la composición y evolución de las superficies de asteroides. Analizó el terreno craterizado de Vesta y descubrió que su estructura era coherente con la desvolatilización de la superficie.

## Características orbitales
Denevi está situado a una distancia media del Sol de 3,166 ua, pudiendo alejarse hasta 3,657 ua y acercarse hasta 2,676 ua. Su excentricidad es 0,155 y la inclinación orbital 2,236 grados. Emplea 2058,04 días en completar una órbita alrededor del Sol.
Pertenece a la familia de asteroides de (24) Themis.
Los próximos acercamientos a la órbita de Júpiter ocurrirán el 25 de noviembre de 2098, el 16 de septiembre de 2109 y el 6 de julio de 2120.

## Características físicas
La magnitud absoluta de Denevi es 13,36. Tiene 10,535 km de diámetro y su albedo se estima en 0,092.